# Nguyễn Anh Dũng
Nguyễn Anh Dũng (ur. 17 marca 1976) – wietnamski szachista i trener szachowy (FIDE Trainer od 2008), trzeci arcymistrz w historii tego kraju (tytuł otrzymał w 2001 roku).

## Kariera szachowa
Od początku lat 90. należy do ścisłej czołówki wietnamskich szachistów. Pomiędzy 1990 a 2006 r. uczestniczył we wszystkich w tym okresie dziewięciu szachowych olimpiadach, w 2004 r. zdobywając srebrny medal za indywidualny wynik na II szachownicy. Poza tym, w latach 1991 – 2008 siedmiokrotnie reprezentował swój kraj na drużynowych mistrzostwach Azji, na których zdobył 5 medali (drużynowo srebrny i brązowy oraz złoty i dwa srebrne za wyniki indywidualne). W 2001 r. wystąpił w pucharowym turnieju o mistrzostwo świata, w I rundzie sprawiając niespodziankę w postaci wyeliminowania Siergieja Rublewskiego (w II rundzie przegrał z Władysławem Tkaczewem i odpadł z dalszej rywalizacji).
W 1994 r. podzielił VI-X m. w mistrzostwach świata juniorów do lat 18, rozegranych w Szeged. W kolejnych latach odniósł następujące sukcesy indywidualne:
- 1995 – Genting Highlands (dz. III m. za Ututem Adianto i Rogelio Antonio),
- 1996 – Melbourne (I m.),
- 1999 – Budapeszt – trzykrotnie (turniej Tapolca open, II m. za Konstantinem Czernyszowem, turniej Elekes memorial, II m. za Aszotem Anastasianem oraz turniej First Saturday FS02 GM, dz. I m. wspólnie z Hoàng Thanh Trang),
- 2000 – Budapeszt – czterokrotnie (trzykrotnie w turniejach First Saturday: FS08 GM, I m., FS06 GM, dz. I m. wspólnie z Władimirem Łazariewem i FS04 GM, dz. I m. wspólnie z Zoltanem Vargą i Tiborem Tolnaiem oraz turniej Elekes memorial, I m.),
- 2001 – Manila (turniej strefowy, I m.),
- 2003 – Bombaj (mistrzostwa Wspólnoty Narodów, I m.), Riazań (I m.),
- 2004 – Dhaka (I m.), Bangkok (I m.),
- 2007 – Dhaka (dz. II m. za Ehsanem Ghaemem Maghamim, wspólnie z Reefatem Bin-Sattarem),
- 2010 – Kuala Lumpur (dz. II m. za Hou Yifan, wspólnie z Micheilem Mczedliszwilim).

Najwyższy ranking w dotychczasowej karierze osiągnął 1 października 2004 r., z wynikiem 2567 zajmował wówczas 2. miejsce (za Đào Thiên Hải) wśród wietnamskich szachistów.